# 박병하 (1847년)
박병하(朴炳夏, 1847년 12월 28일 ~ 1910년 8월 27일)는 조선 시대 유학자 출신인 대한제국 순국지사이다. 본관은 밀양(密陽)이고 자(字)는 문혁(文赫).

## 주요 이력
전라도 광양에서 출생하였고 지난날 한때 전라도 고창에서 잠시 유아기를 보낸 적이 있는 그는 전라남도 광양 향리에서 오래도록 유학자로 이름을 알리고 날렸었는데 1898년에서 1909년까지 대한제국 전라남도 광양군 태수 직을 지냈다.
1910년 조선 통감 데라우치 마사타케를 비롯한 일제 체제가 대한제국 순종 황제를 심각히 우롱하는 등 일제 측에 의하여 대한제국 국권의 피탈이 임박하여지자 "날짐승 그 이하보다도 못하기 그지없는 일본국의 노예가 되느니 차라리 깨끗한 죽음을 택할 것일지오니..."이라는 내용의 유언을 남기고 단식하여 끝내 아사 순국 자결하였다.

## 사후
대한민국 정부에서는 그의 공적을 기리고자 1995년 3월 1일을 기하여 대한민국 건국훈장 애족장을 추서하였다.